# أبو المعاطي أبو النجا
أبو المعاطي أبو النجا (7 فبراير 1931 - 20 ديسمبر 2016) هو أديب وروائي مصري.

## حياته ونشأته
ولد يوم 7 فبراير 1931 في قرية الحصاينة مركز السنبلاوين محافظة الدقهلية. تعلم في المعهد الديني، الزقازيق، ثم دخل كلّية دار العلوم، جامعة القاهرة، و تحصل  على  على دبلوم التربية من كلّية التربية جامعة عين شمس، وهو حائز على ليسانس في اللغة العربية من كلّية دار العلوم, عمل مدرّس لللغة العربية بوزارة التربية ثم عُيِّن رئيس تحرير مجمع اللغة العربية بالقاهرة طيلة اثنا عشر سنة، وهو عضو اتحاد الكتّاب بجمهورية المصر، والاتحاد الاشتراكي العربي.

## مؤلفاته

### مجموعات قصصية
- فتاة المدينة
- ابتسامة غامضة
- الناس والحب
- مهمة غير عادية
- الجميع يربحون الجائزة

### روايته
- العودة إلى المنفى
- ضد مجهول

## وفاته
توفي يوم 20 ديسمبر 2016 عن خمسة وثمانين عاما.